# Норт-Кейп (Остров Принца Эдуарда)
Норт-Кейп (англ. North Cape, буквально — Северный мыс) — мыс на острове Принца Эдуарда.
Мыс расположен на северо-западе острова в графстве Принс, разделяя воды пролива Нортамберленд от залива Святого Лаврентия. Это самая северная точка провинции, расположенная на территории поселения Сикау-Понд муниципалитета Lot 1.
Мыс представляет собой природный каменный риф длиной 2 км. В некоторых источниках утверждается, что это самый длинный каменный риф в Северной Америке, состоящий из осадочных пород.
Канадская береговая охрана обслуживает маяк на мысе для помощи в навигации и предупреждения судов об опасности каменного рифа. Метеорологическая служба Канады имеет удалённую метеостанцию рядом с маяком (ID — WNE).
Летом на побережье мыса собирают ирландский мох для нужд кулинарии и получения каррагена.
Земля на мысе принадлежит правительству провинции, которым было предпринято несколько инициатив по развитию туристических объектов, в частности, был создан информационный центр для посетителей, в котором открыты сувенирный магазин и ресторан «Ветер и Риф (Wind and Reef)». Также открыта туристическая тропа длиной 5,5 км, посвящённая флоре и фауне данной местности.
В 1970-х годах в рамках совместного проекта правительств Канады и Острова Принца Эдуарда был создан Канадский институт ветроэнергетики. В 1980 году на мысе был открыт испытательный полигон для получения ветряной энергии как одного из альтернативных источников. В 2001—2003 годах здесь была построена ветряная электростанция с 16 турбинами, которая принадлежит и управляется Энергетической корпорацией острова Принца Эдуарда. Электроэнергия ветряной электростанции закупается компанией Maritime Electric для распределения потребителям на острове Принца Эдуарда. Ветряная электростанция на мысе Норт-Кейп поставляет около 7,5 % электроэнергии Острова Принца Эдуарда.

## Галерея

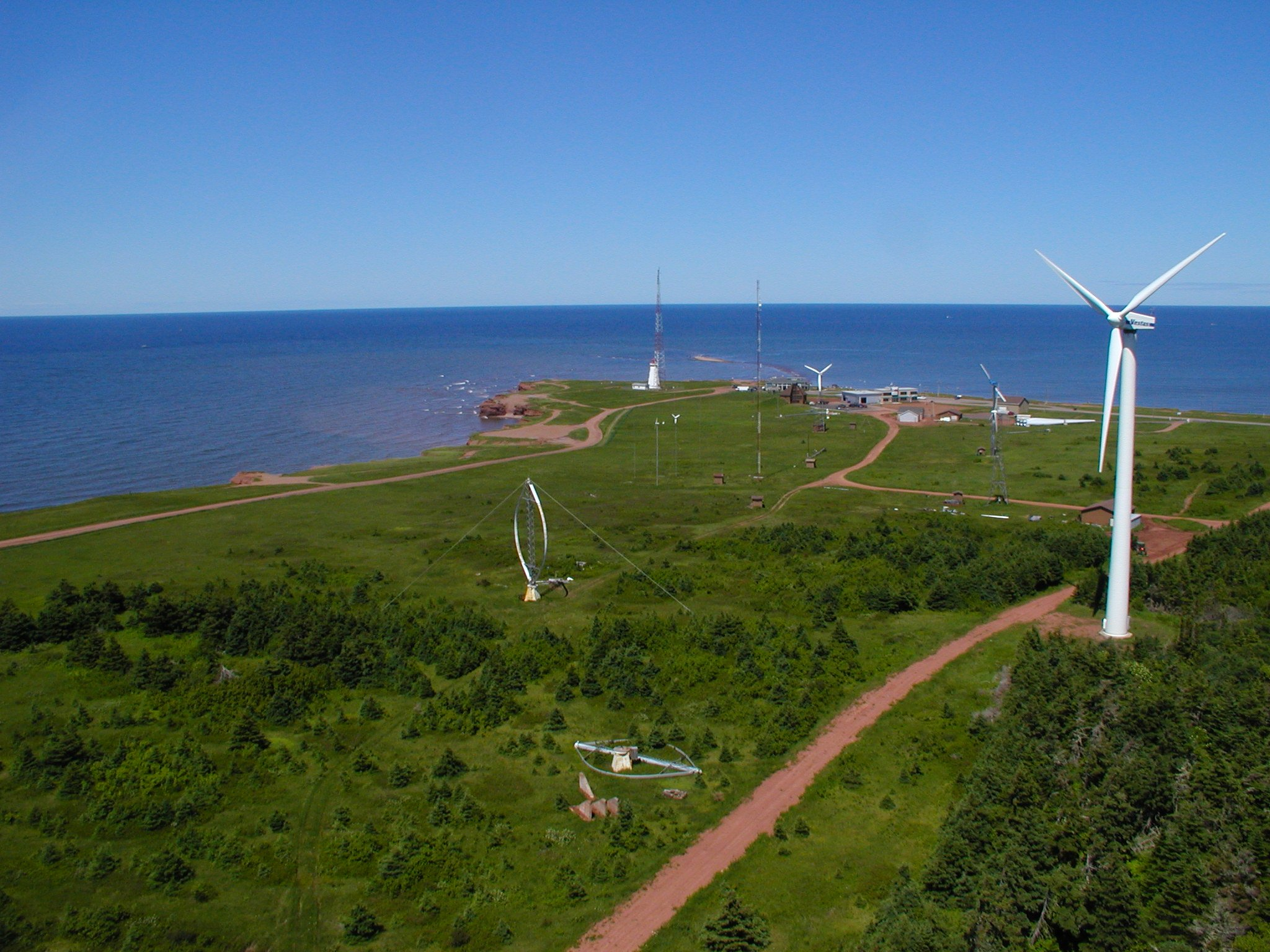
Канадский институт ветроэнергетики
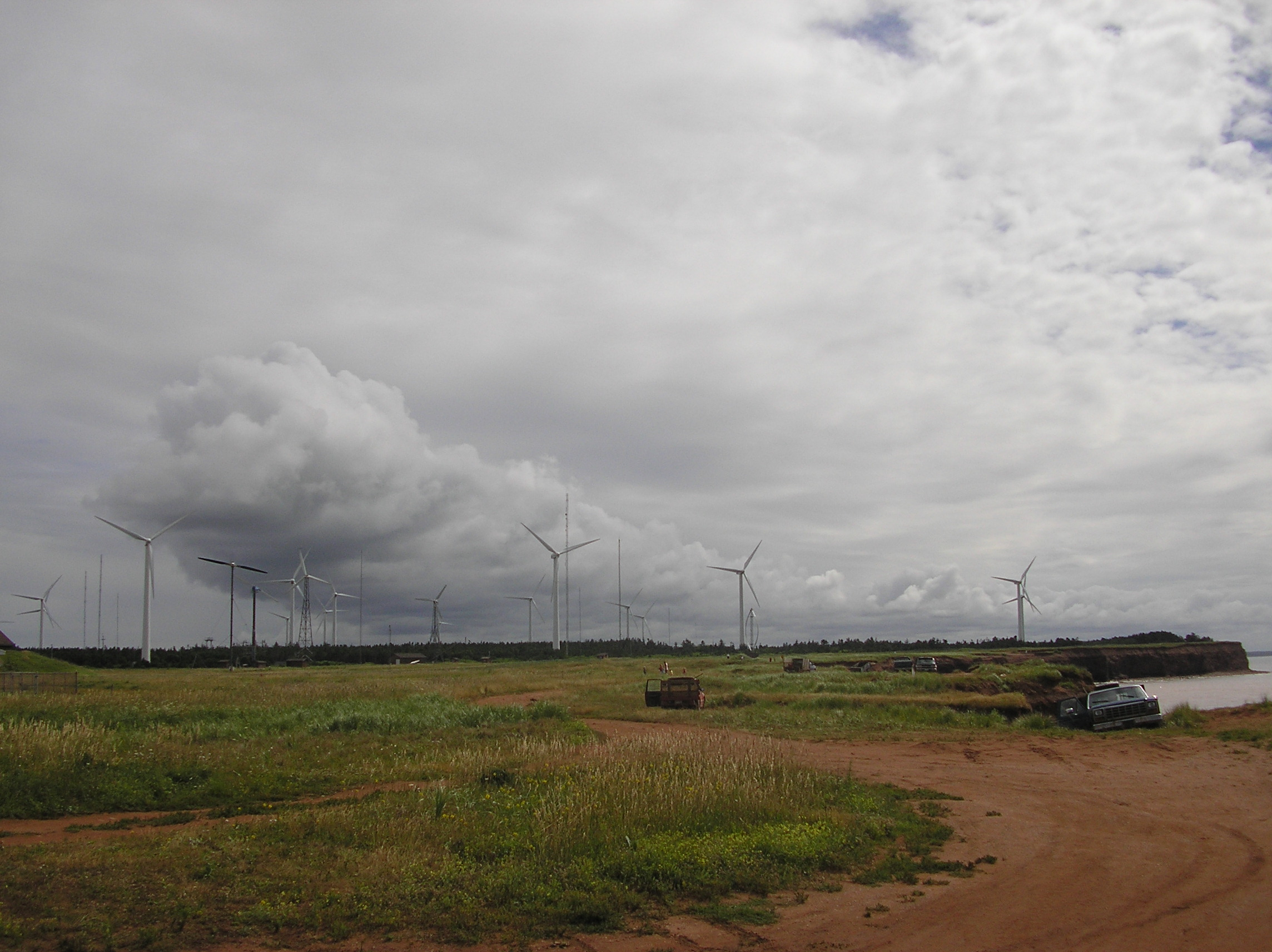
Ветряная электростанция на мысе Норт-Кейп
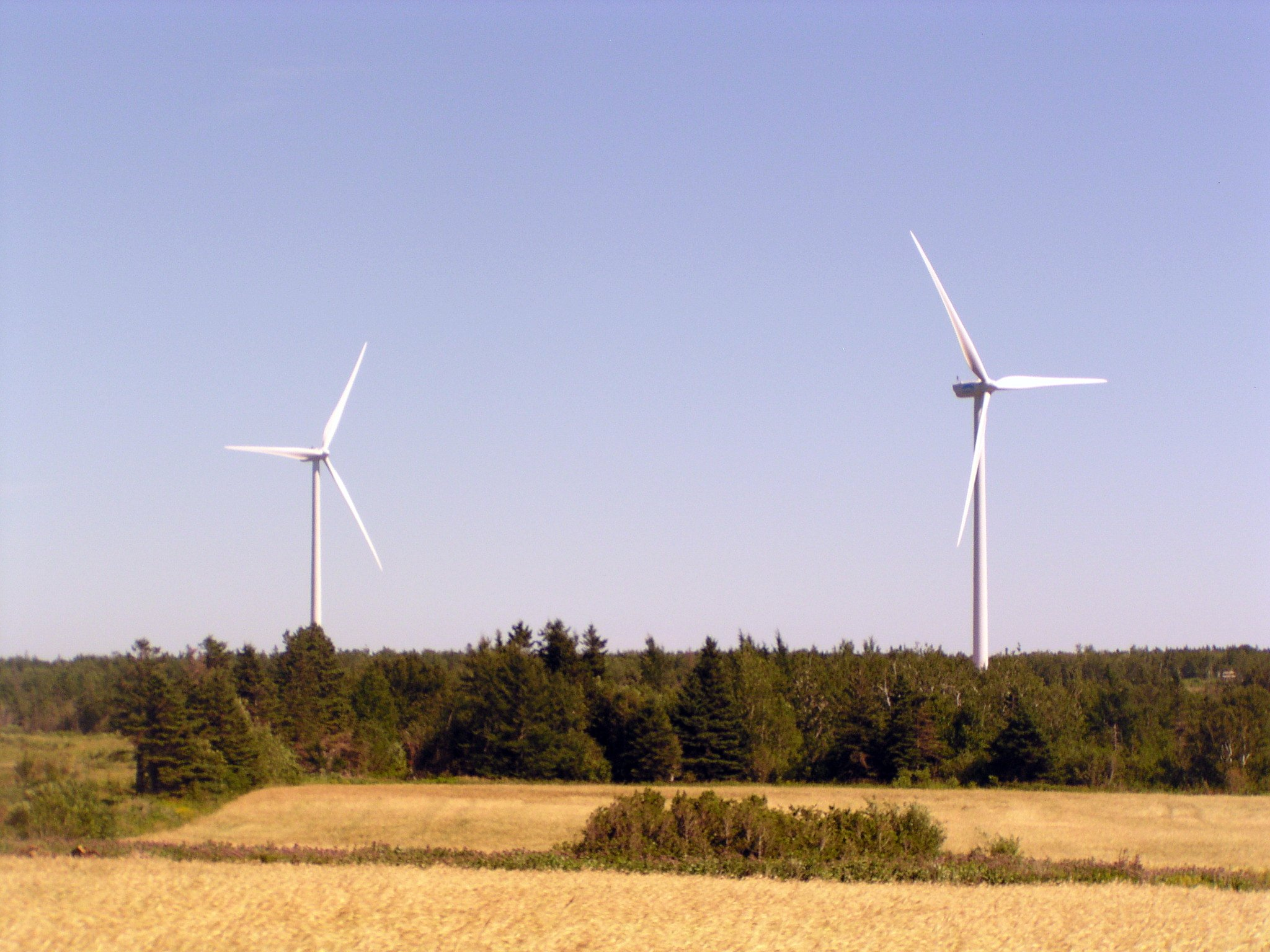
Два ветрогенератора
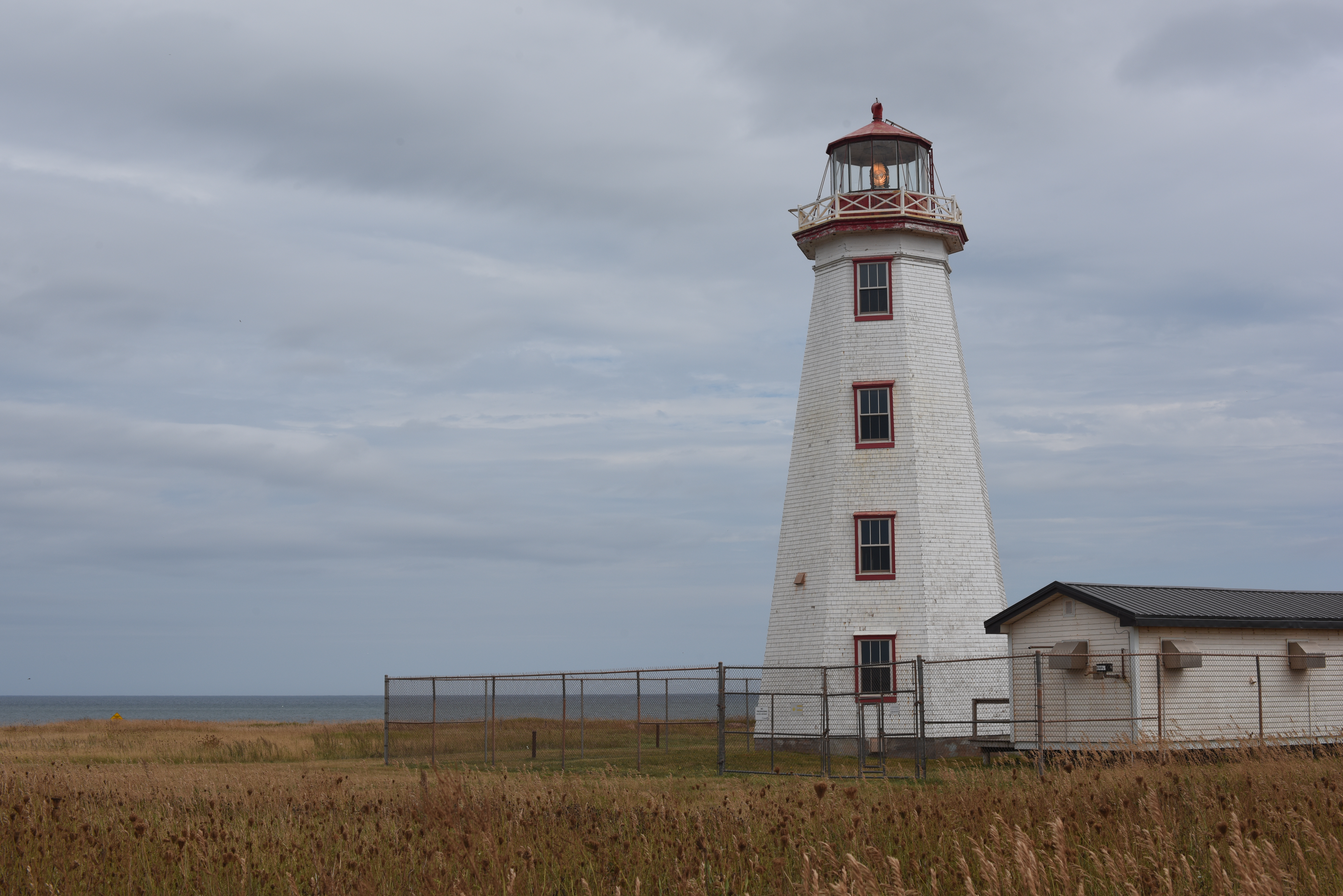
Маяк на мысе Норт-Кейп